# (73307) 2002 JE74
(73307) 2002 JE74 – planetoida z pasa głównego asteroid okrążająca Słońce w ciągu 4,2 lat w średniej odległości 2,6 j.a. Odkryta 8 maja 2002 roku.